# 日産・Cプラットフォーム
日産・Cプラットフォームとは、日産自動車、ルノーのCセグメント車用のプラットフォームの名称である。
FF車あるいはFFベースの四輪駆動車に用いられ、横置きのエンジンを採用している。
フューエルリッドは基本的に車両右側だが、カングーとシタンは車両左側にある。
セレナに関しては2005年のフルモデルチェンジ以来継続して採用されており、ほかの日産車が生産終了してからはもはや専用プラットフォームのような扱いになっている。フルモデルチェンジを挟んでも20年ほど採用されているのは日産車では極めて珍しい例である。専用プラットフォームと言えばGT-Rに採用されているPMプラットフォームが挙げられるが、こちらはGT-Rそのものがフルモデルチェンジしていないためである。

## 搭載車種
- セレナ（C25、C26、C27、C28型）
  - スズキ・ランディ（SC25、SC26、SC27型）
- ラフェスタ（B30型）
- ティーダ/ビッグティーダ/パルサーハッチ/アイ ティーダ（C12）
- デュアリス/ローグ（J10型）
- エクストレイル（T31型）
- セントラ（B16型）
- ルノー・メガーヌ
- ルノー・コレオス
- ルノー・フルエンス（Z.E.含む）
- ルノー・セニックII
- ルノー・カングーII（Z.E.含む）
  - メルセデス・ベンツ・シタン
- ルノーサムスン・QM5
- ルノーサムスン・SM3（L38型、Z.E.含む）